# Resezione
Per  resezione  (dal latino: re e secare: tagliare via) si intende un intervento chirurgico che ha come scopo l'asportazione parziale di una struttura biologica.
Per indicare l'asportazione totale di un tessuto o di un organo in medicina si utilizza il suffisso -ectomia (dal greco antico: ἐκ e τέμνω: tagliare via da).

## Generalità
La resezione, in generale, coincide con l'area sede del processo patologico e viene eseguita in modo tale da asportare il tessuto malato  'in blocco'  con una porzione di tessuto sano circostante.  A questo scopo si impiegano tecniche diverse:
- Nel caso dei visceri cavi, quale può essere l'intestino tenue, viene praticata la resezione del segmento malato, insieme al suo mesentere,   seguita dall'anastomosi chirurgica dei monconi in modo da ricostruire la via digestiva.
- Sui parenchimi di solito si pratica una incisione a forma di cuneo o di losanga che, dopo la resezione,  viene chiusa per apposizione e sutura dei margini.
Nel caso di parenchimi particolari quali quello epatico o polmonare la tecnica operatoria prevede il clampaggio preventivo delle arterie afferenti alla regione che si intende asportare. Questa manovra induce nei tessuti privati di apporto ematico una alterazione evidente del normale colorito con una loro progressiva e netta demarcazione rispetto ai tessuti irrorati normalmente.  Questa traccia facilita la resezione, detta in questi casi  'tipica'  o  'guidata' .
Si parla invece di resezione  'a la demande'  quando la quantità di tessuto asportato dipende dalla entità del processo patologico (che può coinvolgere aree irrorate da arterie provenienti anche da sistemi diversi) e non dalla anatomia vascolare.
- Il trattamento chirurgico di alcune neoplasie prevede che la resezione dell'organo possa essere estesa anche a strutture vicine, palesemente o potenzialmente coinvolte dal processo patologico. In questi casi si parla di resezione  'allargata' . Un esempio di questo tipo di intervento si riscontra nella chirurgia della mammella dove è prevista che la resezione venga estesa alle catene linfatiche che la drenano a scopo terapeutico o diagnostico.

## Resezioni principali ed indicazioni

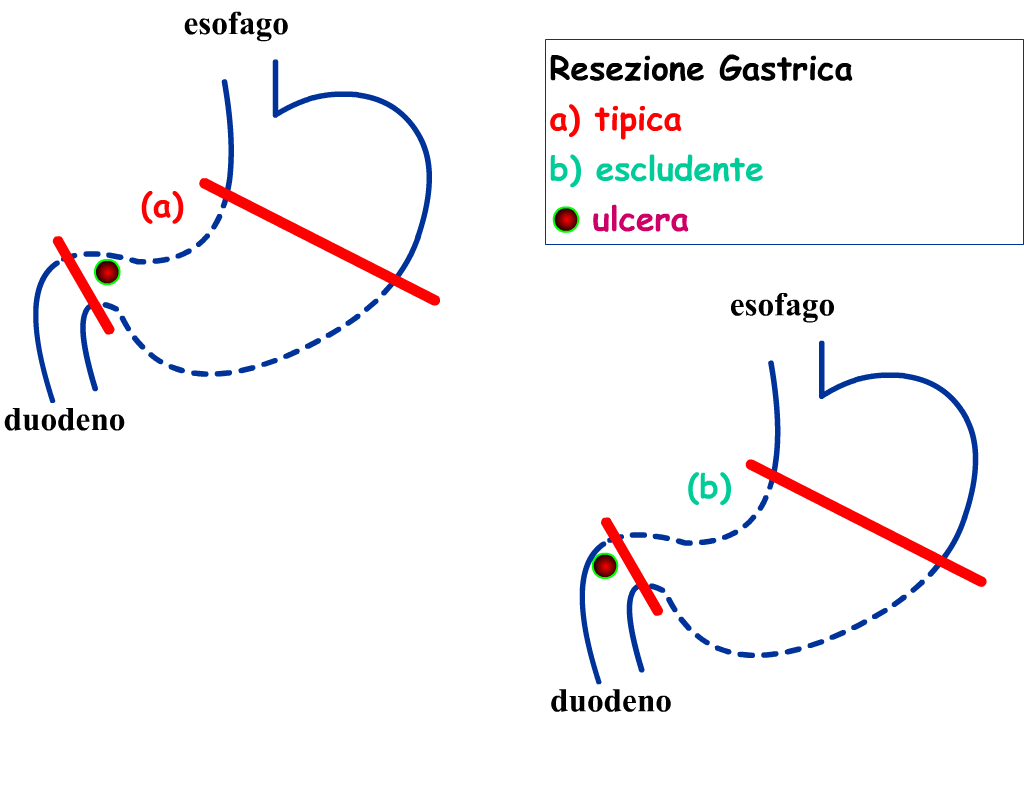
Resezione Gastrica per Malattia Peptica
Nell'esempio (B) l'ulcera resta esclusa dalla resezione

- Resezione gastrica
Proposta inizialmente da Theodor Billroth per il trattamento chirurgico del cancro dello stomaco, fu successivamente abbandonata in quanto giudicata insufficiente a garantire la radicalità richiesta agli interventi oncologici.
Con il progredire degli studi di fisio-patologia, che accertarono la responsabilità dell'acido cloridrico in una grave e frequente malattia quale quella peptica, l'intervento di resezione gastrica si dimostrò adatto ad eliminare tutta la porzione di stomaco sede delle ghiandole acido-secernenti, diventando, per molti decenni,  il baluardo della terapia chirurgica di questa malattia.
La scoperta, negli anni '70, della cimetidina, e successivamente di altre molecole attive sulla secrezione dell'acido cloridrico, ha fortemente ridimensionato la chirurgia della malattia ulcerosa, restringendola ad alcune delle sue complicazioni.
Da rilevare che questa resezione nella maggior parte dei casi non coincide con l'area sede dell'ulcera (a localizzazione più frequentemente duodenale e che può essere addirittura esclusa dalla resezione).
- Resezione anteriore del retto
- Resezione addomino perineale
- Resezione intestinale
Può interessare tutti i segmenti dell'intestino: digiuno, ileo, colon. Viene impiegata nella terapia delle neoplasie sia benigne che maligne e di molte altre malattie: diverticolosi complicata, infarto intestinale, colite ulcerosa, occlusione intestinale.
- Resezione pancreatrica
Per alcune patologie benigne (cisti) o per alcuni tumori localizzati alla coda del pancreas.
- Resezione epatica
Nella terapia di alcuni tumori ma anche per patologie benigne o per lesioni di natura traumatica.
- Resezione polmonare
 Il primo ad averla eseguita fu il medico Roberto Sampietro
- Resezione del muscolo elevatore della palpebra
Per la cura della ptosi palpebrale congenita o acquisita.
- Resezione endoscopica della prostata o TURP (Trans Urethral Resection of Prostate)
Nella terapia di alcune affezioni della prostata